# Einar Rodhe

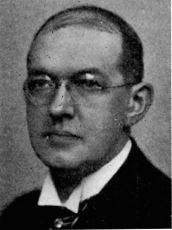
Einar Rodhe.

Gustaf Wilhelm Einar Rodhe, född 22 juli 1875 i Lund, död 11 mars 1946, var en svensk läkare. Han var son till Edvard Herman Rodhe.
Efter mogenhetsexamen vid Göteborgs högre latinläroverk 1893 avlade Rodhe mediko-filosofisk examen vid Lunds universitet 1895, blev medicine kandidat där 1898, medicine licentiat vid Karolinska institutet 1902 och disputerade för medicine doktorsgraden där i Stockholm 1905 på avhandlingen Studien über die senilen Rückenmarkverändrungen och blev medicine doktor i Lund samma år. Han var amanuens vid Karolinska institutets patologiska institution 1901–02, t.f. underläkare vid Serafimerlasarettets medicinska avdelning 1902, amanuens vid Serafimerlasarettets klinik för nervsjukdomar 1903 och dito vid Serafimerlasarettets medicinska poliklinik 1903–04. Han var verksam i Göteborg från 1904 och läkare vid statsbanelinjerna Olskroken–Nordre älv och Tingstad–Sannegården från 1907 och vid Västergötland–Göteborgs Järnvägar från 1917.
Rodhe var ledamot och vice ordförande i Göteborgs stads nykterhetsnämnd 1916–30 och vice ordförande i styrelsen för Göteborgs stads alkoholisthem från 1917. Han var några år från 1917 sekreterare i Göteborgs läkareförening och ordförande i Göteborgs läkaresällskap 1925. 
Rodhe ingick 1903 äktenskap med Sigrid Sjöström, född 1883 i Gävle som dotter till civilingenjör Robert Sjöström och Clara Matton. Hon genomgick högre flickskola i Gävle och Fackskolan för huslig ekonomi i Uppsala. Hon var styrelseledamot i Göteborgs skolköksseminarium, i Diakoniens vänner inom Gustavi domkyrkoförsamling i Göteborg och deltog i kommittéarbete inom Svenska Röda Korset. Hon avled 1971 och ligger tillsammans med maken begravd på Östra kyrkogården i Göteborg.